# Hans E. Gerr

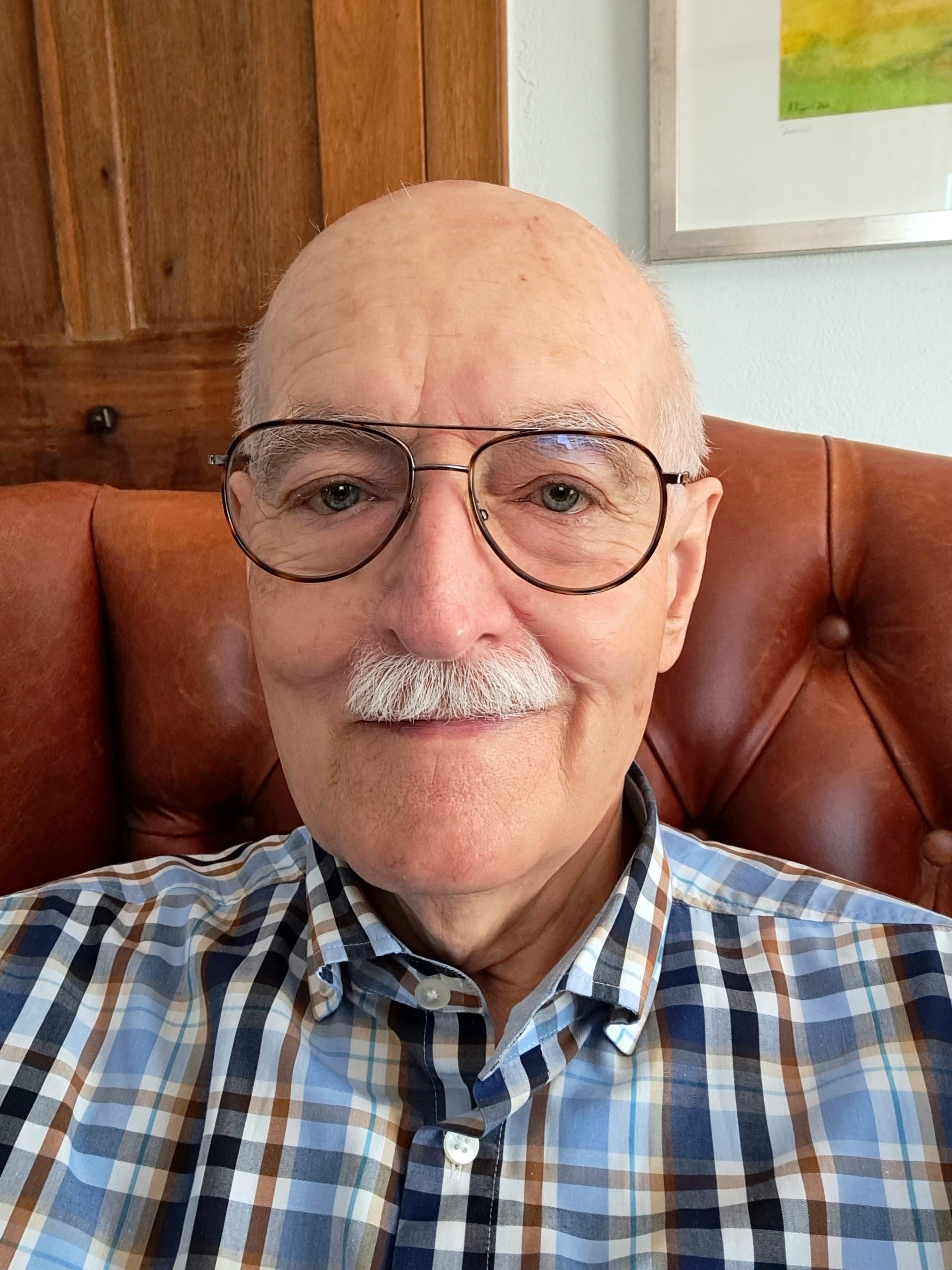
Hans E. Gerr (2023)

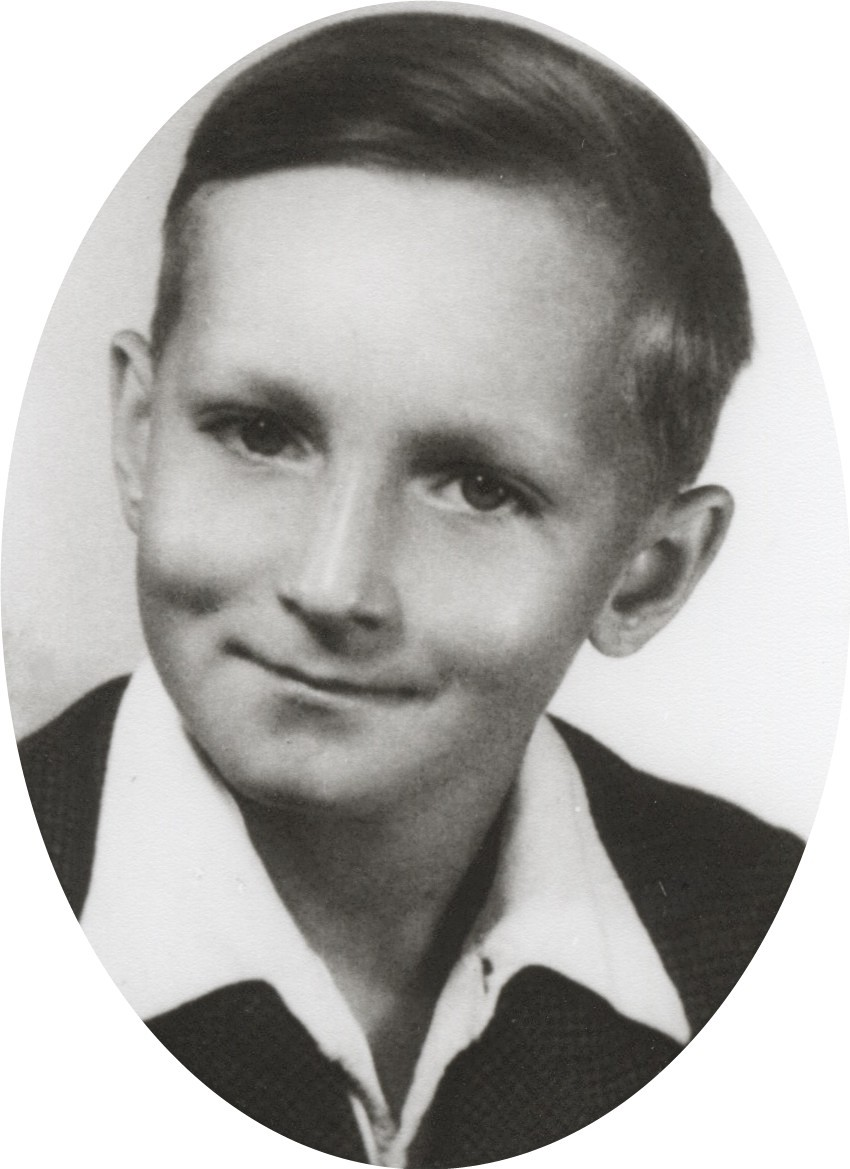
Hans E. Gerr (1947)

Hans Ewald Gerr (* 29. Juli 1937 in Stadt-Olbersdorf, Tschechoslowakei) ist ein deutscher Erziehungswissenschaftler. Seit 1981 lehrte er als Dozent an der Universität Würzburg. Sein Forschungsschwerpunkt lag auf dem Gebiet der Pfadfinderpädagogik; er erforschte unter anderem die Einflüsse auf Robert Baden-Powells Erziehungskonzept, ordnete es in die Reformpädagogik ein und nahm eine Systematisierung seiner Erziehungselemente vor. Gerrs Bücher zählen zu den Standardwerken der Pfadfinderliteratur im deutschsprachigen Raum. Einen weiteren Schwerpunkt wissenschaftlicher Tätigkeit bildete die Beschäftigung mit der Demokratiepädagogik. Sein Ansatz ist es, durch frühe systematische Förderung der Demokratiefähigkeit den bestehenden Problemen wie der Gewaltbereitschaft durch ein handlungsorientiertes Erfahrungslernen, bei dem demokratische Werte und Normen gelebt werden, entgegenzuwirken. Zur Förderung demokratischer Lernprozesse entwickelte er in den Jahren 2014 bis 2015 die pädagogische Konzeption Demokratie leben.

## Leben und Wirken
Gerr besuchte in Bad Kissingen das Gymnasium (heute: Jack-Steinberger-Gymnasium) und absolvierte eine Ausbildung zum Bankkaufmann bei der Bayerischen Vereinsbank. Vor Studienbeginn war er bei der Heidelberger Volksbank beschäftigt.

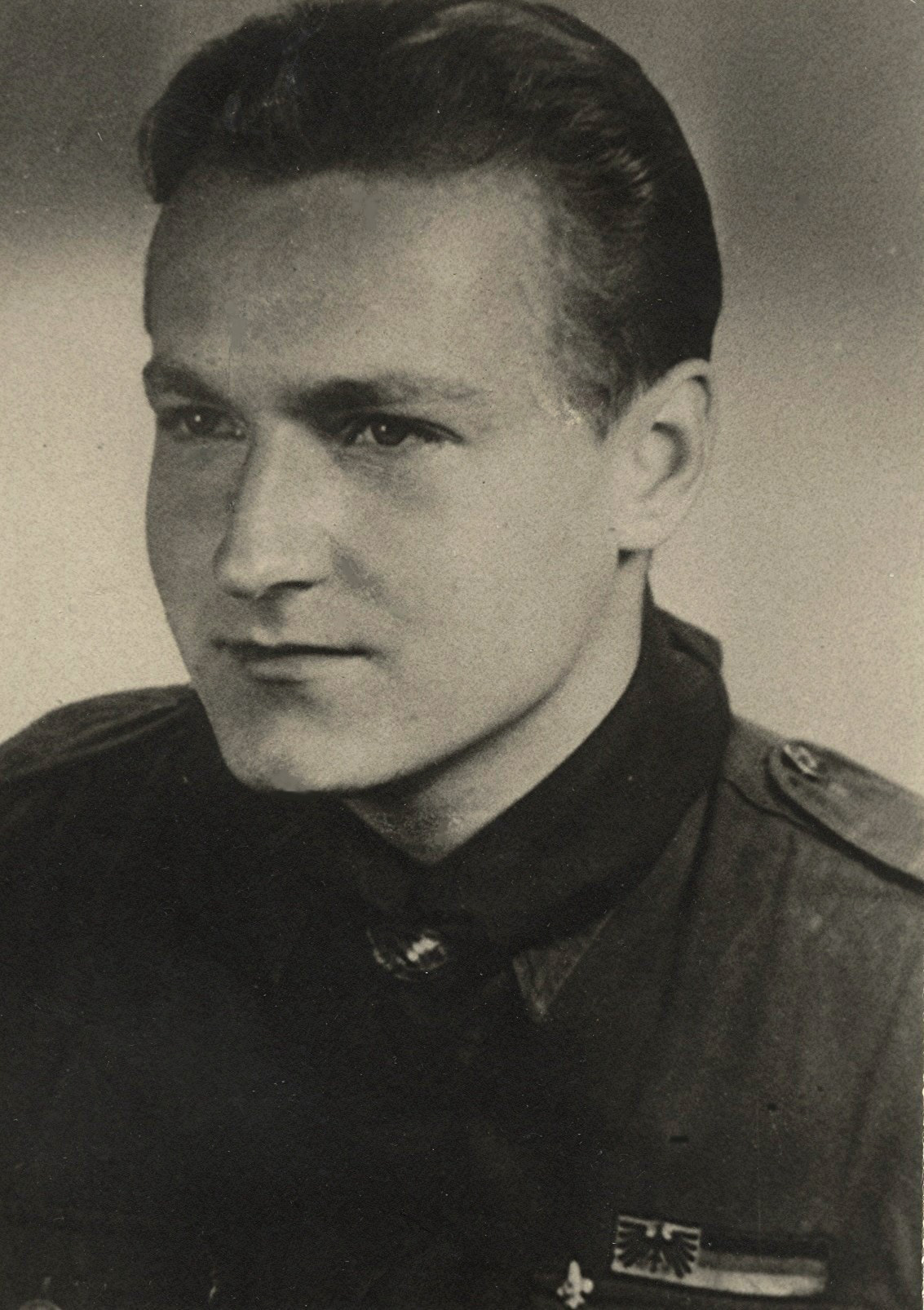
Hans E. Gerr, Leitung DPSG-Stamm Henneberg, Bad Kissingen (1957)

### Hochschulabschlüsse und Lehrertätigkeit

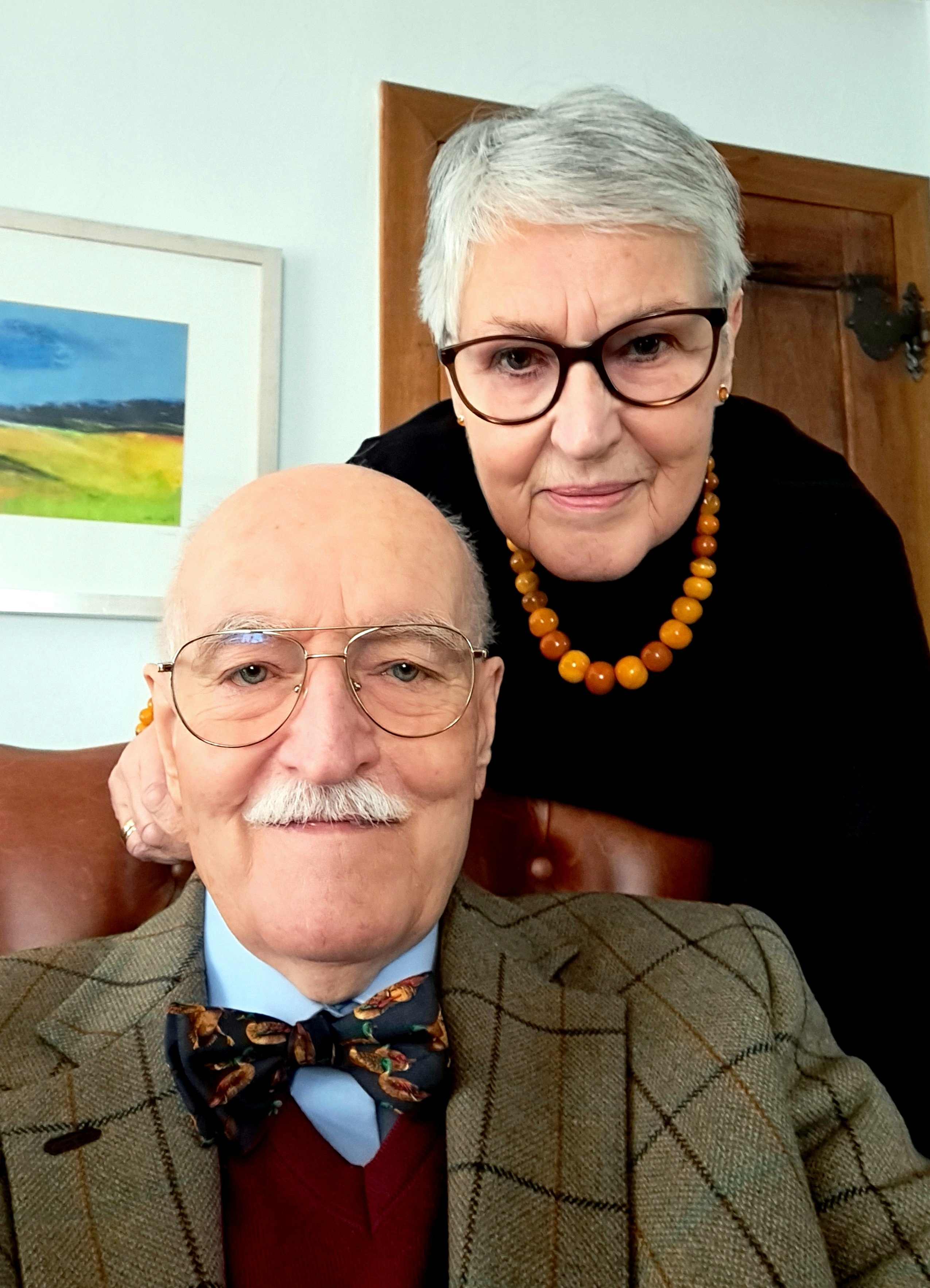
Hans und Margarete Gerr (20. Januar 2024)

Nach Abschluss des Studiums mit Ablegung der Ersten Prüfung für das Lehramt an Volksschulen an der Pädagogischen Hochschule Heidelberg im Jahre 1963 unterrichtete Gerr an Grund- und Hauptschulen in Baden-Württemberg und Bayern. Zu seinen Wirkungsorten als Lehrer zählten Baden-Baden-Haueneberstein, Oppenau-Lierbach, Schenkenzell, Bad Kissingen-Reiterswiesen sowie Bad Kissingen.
Nach Beendigung des Sonderpädagogikstudiums (Lernbehindertenpädagogik und Geistigbehindertenpädagogik) mit Ablegung der Fachwissenschaftlichen Prüfung an der Ludwig-Maximilians-Universität München im Jahre 1974 war er als Sonderpädagoge sowie von 1974 bis 1977 als Schulleiterstellvertreter in Bad Kissingen tätig.
Neben seiner Tätigkeit als Lehrer studierte er die Fächer Pädagogik, Sonderpädagogik, Psychologie, Soziologie und Philosophie an der Julius-Maximilians-Universität Würzburg. Im Jahre 1977 wurde ihm der akademische Grad Diplom-Pädagoge verliehen; 1981 wurde er an der Universität Würzburg mit der Dissertation Baden-Powells Entwurf einer Erziehung durch Scouting: Einflüsse und Entwicklungstendenzen zum Dr. phil. promoviert.
Wesentliche Impulse erhielt Hans Gerr bereits an der Pädagogischen Hochschule Heidelberg durch Ernst Meyer (Pädagoge) sowie Ernst M. Wallner; weiterhin hatten Einfluss auf sein pädagogisches Denken und Handeln vor allem die Hochschullehrer Otto Speck (Ludwig-Maximilians-Universität München) sowie Andreas Möckel, Albert Reble, Ernst Hojer und Heinrich Rombach (Julius-Maximilians-Universität Würzburg).

### Ehrenamtliches Engagement
Hans Gerr war in der Jugendarbeit der Deutschen Pfadfinderschaft Sankt Georg (DPSG) aktiv, arbeitete bei der Durchführung von Pfadfinderzeltlagern mit, bildete viele Jahre Pfadfinderleiter aus (Mitarbeit bei Woodbadgekursen), wurde in den Wissenschaftlichen Beirat der „Vereinigung Deutsches Pfadfindermuseum – Pfadfinder-Geschichtswerkstatt“ berufen und war als Referent tätig. Bei der Aus- und Fortbildung von Pfadfinderleitern arbeitete er mit bekannten Pfadfinderpersönlichkeiten wie Walter J. Zielniok, Eckart Conze oder Hermann von Schroedel-Siemau zusammen. Zu den weiteren ehrenamtlichen Aktivitäten zählte unter anderem seine Mitarbeit im Naturschutzbeirat beim Landratsamt Bad Kissingen.

### Publizistische Tätigkeit
Gerr ist Herausgeber und Autor von belletristischen Büchern. Die erste Anthologie  Ein Lächeln ist wie ein Geschenk, die er im Jahre 2012 im Coppenrath Verlag herausgab, verkaufte sich bis März 2023 über 120.000 Mal.
Ebenfalls im Coppenrath Verlag erschien im Januar 2025 seine Monografie Kompass für ein glückliches Leben – Gedanken; das kleinformatige Buch mit Aphorismen wurde gestaltet mit farbigen Illustrationen von der Grafikdesignerin Nora Paehl.

### Privates
Hans Gerr ist seit 1965 mit Margarete Gerr, geb. Ebert, verheiratet. Aus der Ehe gingen zwei Söhne hervor.

## Forschung und Lehre

### Forschungsbereiche
Gerrs Forschungsschwerpunkt lag auf dem Gebiet der Pfadfindererziehung. Seit 1977 erforschte er die Einflüsse auf Robert Baden-Powells pädagogischen Entwurf, nahm seine Einordnung in die Reformpädagogik sowie eine Systematisierung der Erziehungselemente vor und analysierte das gegenwärtige Modell pfadfinderischer Selbsterziehung hinsichtlich seiner aktuellen Bedeutung. Unter anderem zeigte er in seinem Buch Die Pfadfindermethode (2000) auf, dass in einer Zeit starken Medienkonsums, fortschreitender Zerstörung der natürlichen Lebensgrundlagen oder steigender Gewaltbereitschaft und Intoleranz pfadfinderische Grundsätze der Selbsterziehung wie das „Lernen durch Handeln und Erfahrung“ in „kleinen Gruppen“, die „einfache und natürliche Lebensweise“, die „Orientierung an Werten und Normen“ beim Handeln oder das „interkulturelle Lernen“ geeignet sind, einen Beitrag zur Lösung zeitbedingter Erziehungsprobleme zu leisten.
Hans E. Gerr publizierte mehrere Bücher (Monografien), die zu den Standardwerken der Pfadfinderpädagogik im deutschsprachigen Raum zählen. Neben seinen Schriften zur bildungsgeschichtlichen Forschung und zur pädagogischen Konzeption der Pfadfindererziehung gehört auch sein Handbuch für Pfadfinderleiter Pfadfinden – Weg einer Selbsterziehung zum  wertorientierten Handeln: Eine Einführung in die Pfadfinderpädagogik (2014) dazu. Thematisiert werden unter anderem Erziehungsziele, Inhalte in Form attraktiver Programme und Erziehungsgrundsätze sowie pädagogische Aufgaben des Leitungsteams. Als Hilfe zur Klärung der pädagogischen Zusammenhänge dienen dabei 46 Schemata, die Gerr während seiner mehr als zwanzigjährigen Ausbildungspraxis von Pfadfinderleitern entwickelt und erprobt hatte.
In der Zeit von 1984 bis 2000 veröffentlichte er regelmäßig Aufsätze zur Pfadfinderpädagogik in der vierteljährig erscheinenden Pfadfinderzeitschrift scouting.
Einen weiteren Schwerpunkt wissenschaftlicher Tätigkeit bildete die Beschäftigung mit der Demokratiepädagogik in der Zeit seines Ruhestandes. Durch frühe systematische Förderung der Demokratiefähigkeit soll bestehenden Problemen wie der zunehmenden Gewaltbereitschaft oder der Radikalisierung von weltanschaulich oder religiös beeinflussten Gruppierungen durch ein handlungsorientiertes Erfahrungslernen, bei dem demokratische Werte und Normen gelebt werden, entgegengewirkt werden.
Zur Förderung demokratischer Lernprozesse entwickelte er in den Jahren 2014 bis 2015 die pädagogische Konzeption Demokratie leben. Das wissenschaftlich begleitete Projekt eines wöchentlich stattfindenden Inklusionstages, an dem alle Schüler der örtlichen Schulen beteiligt sind, ermöglicht für ihn nicht nur eine „Teilinklusion für alle“, sondern auch eine optimierte Umsetzung inklusiven Lernens an den Schulen durch die gewonnenen Erfahrungen. Bei den Inklusionstagen mit hoch motivierenden Aktivitäten ist die enge Verbindung von Wert-, Handlungs- und Reflexionsorientierung das zentrale didaktische Prinzip.
Hinsichtlich einer demokratischen Organisationsstruktur beim Projekthandeln an den Inklusionstagen empfiehlt Gerr in Anlehnung an das Kleingruppensystem der internationalen World Organization of the Scout Movement (WOSM) die Bildung von festen Kleingruppen mit gewählten Gruppensprechern; diese vertreten die Interessen und Bedürfnisse der sechs bis acht Kleingruppenmitglieder im Projektrat, dem neben den Gruppensprechern auch die erwachsenen pädagogischen Begleiter angehören. Über die im Projektrat erarbeiteten Planungen und vorgesehenen Handlungsschritte sowie eingebrachten Änderungsvorschläge wird dann in der Projektversammlung von allen auf demokratischem Wege durch Mehrheitsbeschluss entschieden.
In der 4., erweiterten Auflage seiner Schrift Demokratie leben lernen und Projekthandeln (2024) kennzeichnet der Autor unter anderem den pädagogischen Begriff „Demokratie“ in Anlehnung an John Dewey und thematisiert das Projekthandeln im Hinblick auf das Leben von demokratischen Werten sowie Möglichkeiten einer praktischen Umsetzung einer Demokratiepädagogik an den öffentlichen Schulen.
Auch zur Lösung von Problemen schulischer Inklusion zeigt der Verfasser einen möglichen Weg auf; er entwirft Grundlinien für ein Inklusionskonzept. Für ihn gehören zu den wichtigen Elementen einer inklusiven Lerngemeinschaft die Bildung von festen kleinen Lerngruppen unter entwicklungspsychologischen Aspekten und deren Zusammenspiel bei der Durchführung von Projekten, die Sicherstellung der Qualität des Lernens auf der Grundlage neurowissenschaftlicher Erkenntnisse durch ein handlungsorientiertes Erfahrungslernen sowie ein reflektiertes Handeln, das sich an demokratischen Werten und Regeln orientiert.
Gerr favorisiert die offene Lernform des „Projekthandelns“ mit einer demokratischen Organisationsstruktur, da es nach neurowissenschaftlichen Erkenntnissen dem gehirngerechten Lernen entspricht und eine hohe Qualität der Bildung bewirkt. In seinen Schriften zur Demokratiepädagogik kritisiert er die Tendenzen verstärkter Digitalisierung des Lernens im Kita- und Grundschulalter und vertritt die Position, dass damit unter anderem die motorische sowie soziale Entwicklung und auch die kindliche Intelligenzentwicklung behindert würden.

### Tätigkeiten als Hochschuldozent
Seit 1981 war Gerr als Wissenschaftlicher Mitarbeiter, seit 1989 als hauptamtlicher Dozent am Institut für Pädagogik II/Lehrstuhl für Grundschuldidaktik der Julius-Maximilians-Universität Würzburg tätig.
Bei der selbständigen Durchführung von Lehrveranstaltungen maß Gerr dem Theorie-Praxis-Bezug eine zentrale Bedeutung zu. Neben der regelmäßigen Durchführung der Veranstaltung über psychologische und didaktische „Grundlagen des Erstleseunterrichts“ sowie der Übungen zur „Planung, Vorbereitung und Gestaltung des Unterrichts an Grundschulen“ fanden unter anderem Seminare zu folgenden Themen statt (Auswahl): „Theorie und Praxis des Spiels in der Grundschule“, „Der geschichtliche Aspekt im Sachunterricht der Grundschule“, „Soziales Lernen in der Grundschule“, „Zum Umgang mit Aggressionen in der Grundschule“, „Der Beitrag des Spiels zur Förderung von Lernvoraussetzungen (Sprache, Sozialkompetenz, Wahrnehmung, Psychomotorik, sensorische Integration)“, „Lern- und Verhaltensstörungen im Unterricht der Grundschule“, Sonderveranstaltung „Schulwandern“ (mit Praxistagen in der Rhön) und „Projekthandeln im Sachunterricht der Grundschule“. Im Rahmen der Projektseminare wurden auch die unterschiedlichen Auffassungen der „Projektmethode“ bei John Dewey und William Heard Kilpatrick thematisiert.
Die Einflüsse der reformpädagogischen Konzeptionen von Maria Montessori, Peter Petersen (Pädagoge) sowie Célestin Freinet auf die Grundschuldidaktik und -pädagogik waren ebenfalls thematische Schwerpunkte in den Seminaren.
Historische Bezüge, vor allem zu bedeutenden Reformpädagogen, wurden in den Seminaren angemessen berücksichtigt. Dazu gehörten beispielsweise die Pädagogik Friedrich Fröbels (1787–1852), der sich mit der Elementarerziehung des Schweizer Pädagogen Johann Heinrich Pestalozzi (1746–1827) auseinandersetzte, die Waldorfpädagogik Rudolf Steiners (1861–1825), die Erlebnispädagogik Kurt Hahns (1886–1974), der Gesamtunterricht Berthold Ottos (1859–1933),  Arbeitsschulpädagogen wie Hugo Gaudig (1860–1923) und Georg Kerschensteiner (1854–1932), der Schweizer Pädagoge der „école active“ und Mitbegründer der „New Education Fellowship“ (1921) Adolphe Ferrière (1879–1960), Pierre Bovet (1878–1965), dessen Theorien Jean Piaget (1896–1980) weiterentwickelte, der belgische Arzt, Neuropsychologe und Reformpädagoge Ovide Decroly (1871–1932), der polnischen Arzt, Kinderbuchautor und Pädagoge demokratischer Erziehung Janusz Korczak (1878–1942), die amerikanische Reformpädagogin und Ausbildungsleiterin von Grundschullehrern in Wisconsin sowie Begründerin der Dalton-Plan-Pädagogik Helen Parkhurst (1886–1973), die Pädagogen der Landerziehungsheimbewegung Paul Geheeb (1870–1961) und Hermann Lietz (1868–1919) und der Gründer der Freien Schulgemeinde Wickersdorf Gustav Wyneken (1875–1964), der in der Jugendbewegung eine bedeutende Rolle spielte.
Das breite Spektrum von Lehrangeboten beinhaltete auch Themen, zu denen Gerr Fachbücher verfasste; dazu gehören die Schriften über die Gewaltproblematik und die Kreativitätsförderung im Unterricht an öffentlichen Schulen.
So setzte er sich in seinem Buch Erziehung zum gewaltfreien Handeln (2. Aufl. 2014) nach Eingehen auf die verschiedenen Erklärungsmodelle für das Entstehen von Aggressionen und nach Problematisierung von Gewaltdarstellungen in den  Medien mit Möglichkeiten einer Gewaltprävention im Schulleben auseinander.
In seiner Monografie Kreativität und Unterrichtsgestaltung: Zur Förderung kreativen Verhaltens beim schulischen Lernen (2014) thematisierte Gerr nach einer grundlegenden Auseinandersetzung mit den Forschungsergebnissen zur Kreativität Unterrichtsaspekte wie „Motivation“, „Unterrichtsstil“, „Gruppenarbeit“ und „spielerisches Lernen“ bezüglich möglicher Auswirkungen auf eine Förderung kreativen Verhaltens beim schulischen Lernen. An den offenen Unterrichtskonzepten „Themenbezogene Freie Unterrichtsarbeit“ (TFA) und „Projektarbeit“ zeigte er auf, wie bei einer vorwiegend offenen Gestaltung schulischen Lernens das Unterrichtsprinzip „Kreativitätsförderung“ verwirklicht werden kann.
Die offene Sachunterrichtskonzeption „Themenbezogene Freie Unterrichtsarbeit“ (TFU) hatte Hans Gerr im Jahre 1986 entwickelt und sie mit Lehramtsstudierenden der Universität Würzburg in den Praktika an den Grundschulen erprobt.
Neben seiner Lehrtätigkeit war Gerr verantwortlich für die Betreuung der Studierenden in den Praktika an den Grundschulen, für die Beratung, Fortbildung und Beurteilung der Praktikumslehrer sowie für die Studienberatung der Studierenden der Lehramtsstudiengänge Grund- und Hauptschulen und des Erziehungswissenschaftlichen Studiums (EWS). Als Mitglied des Prüfungsausschusses für ein Lehramt an öffentlichen Schulen war er auch an der Abnahme von Prüfungen beteiligt.

## Publikationen

### Pädagogik/Monografien (Auswahl)

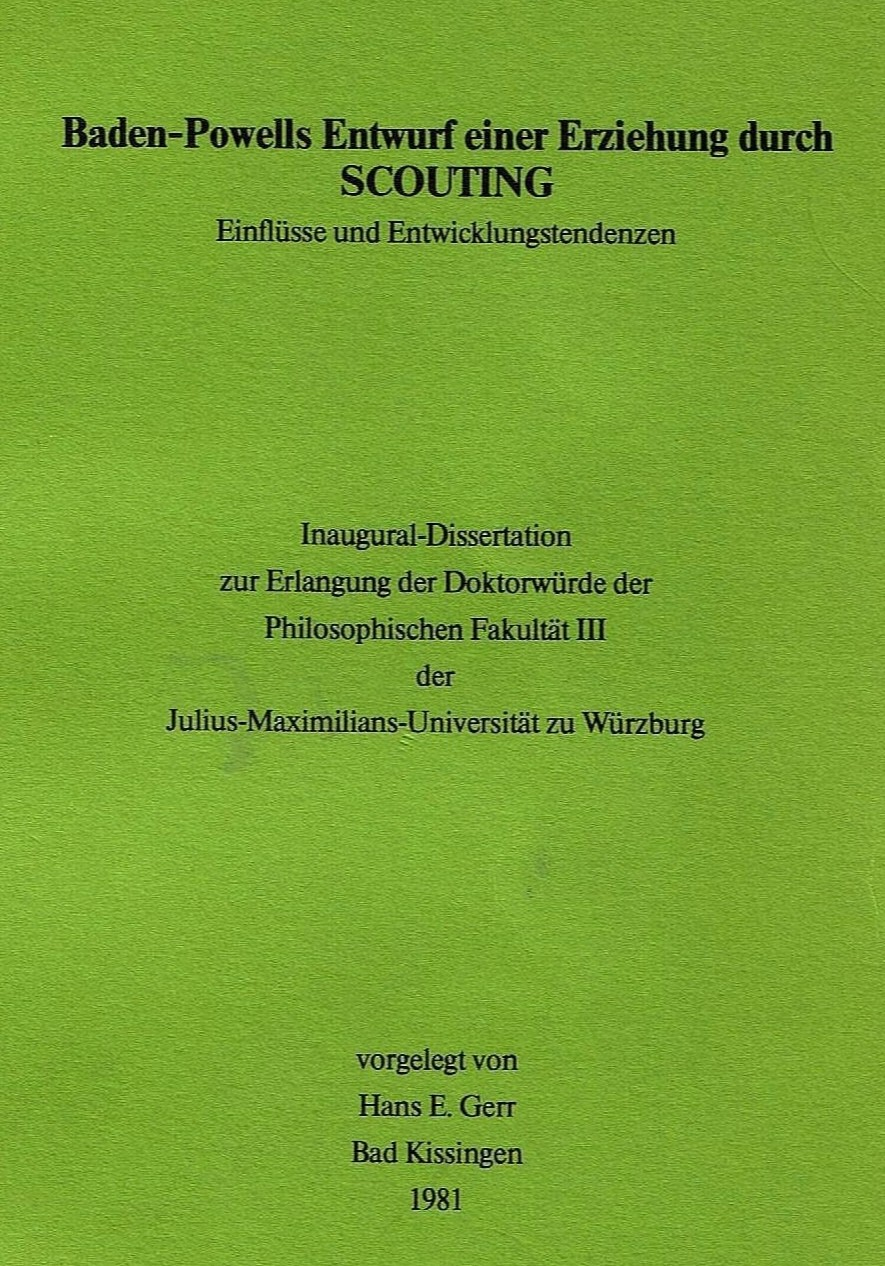
Diss. Univ. Würzburg, 1981

- Pfadfindererziehung: Baden-Powells Entwurf einer Erziehung durch Scouting; Einflüsse und Entwicklungstendenzen. 1. Auflage. Dt. Spurbuchverlag, Baunach 1983, ISBN 3-88778-150-3 (Zugleich: Würzburg, Universität, Dissertation, 1981).
  - Pfadfindererziehung: Baden-Powells Entwurf einer Erziehung durch Scouting; Einflüsse und Entwicklungstendenzen. 2. Auflage. Dt. Spurbuchverlag, Baunach 1996, ISBN 3-88778-150-3 (Zugleich: Würzburg, Universität, Dissertation, 1981).
- Pfadfinden: Erziehungsziele, pädagogische Grundsätze und bedürfnisorientierte Arbeit in den Altersstufen. 1. Auflage. Dt. Spurbuchverlag, Baunach 1998, ISBN 3-88778-222-4.
- Die Pfadfindermethode: Zur Aktualität pfadfinderischer Erziehungsgrundsätze; Praxisbeispiele und Handlungsformen. 1. Auflage. Dt. Spurbuchverlag, Baunach 2000, ISBN 3-88778-246-1.
- Einführung in die Pfadfinderpädagogik: Ein Handbuch für Leiterinnen und Leiter. 1. Auflage. Grin Verlag, München/Ravensburg [2008], ISBN 978-3-640-12483-1.
  - Einführung in die Pfadfinderpädagogik: Ein Handbuch für Leiterinnen und Leiter. 2. Auflage. Grin Verlag, München/Ravensburg 2009, ISBN 978-3-640-12483-1.
- Aspekte zur Förderung der Kreativität im Unterricht. 1. Auflage. Grin Verlag, München 2008, ISBN 978-3-640-19506-0.
  - Aspekte zur Förderung der Kreativität im Unterricht. 2. Auflage. Grin Verlag, München 2015, ISBN 978-3-640-19506-0-.
- Grundsätze pfadfinderischer Selbsterziehung. 1. Auflage. Grin Verlag, München 2009, ISBN 978-3-656-72432-2.
- Aktivitätsformen bedürfnisorientierten Pfadfindens. 1. Auflage. Grin Verlag, München 2009, ISBN 978-3-656-71797-3.
- Aspekte zur Entwicklung einer gerontagogischen Konzeption für eine Seniorenarbeit in den Kommunen. 1. Auflage. Grin Verlag, München 2010, ISBN 978-3-640-58086-6.
- Pfadfinden – Weg einer Selbsterziehung zum wertorientierten Handeln: Eine Einführung in die Pfadfinderpädagogik. 1. Auflage. Disserta Verlag, Hamburg 2014, ISBN 978-3-95425-584-9.
- Kreativität und Unterrichtsgestaltung: Zur Förderung kreativen Verhaltens beim schulischen Lernen. 1. Auflage. Diplomica Verlag, Hamburg 2014, ISBN 978-3-8428-9654-3.
- Erziehung zum gewaltfreien Handeln. 1. Auflage. Grin Verlag, München 2014, ISBN 978-3-656-84794-6.
  - Erziehung zum gewaltfreien Handeln. 2. Auflage. Grin Verlag, München 2015, ISBN 978-3-656-84794-6.
- DEMOKRATIE LEBEN: Aspekte zur Entwicklung einer pädagogischen Konzeption zur systematischen Förderung demokratischen Lernens. 1. Auflage. Grin Verlag, München 2015, ISBN 978-3-668-07292-3; 2., aktualisierte Auflage. GRIN Publishing GmbH, München 2024, ISBN 978-3-668-07292-3.
- Demokratie leben lernen und Projekthandeln: Einführung in die Demokratiepädagogik. 1. Auflage. Grin Verlag, München 2017, ISBN 978-3-668-45448-4.
  - Demokratie leben lernen und Projekthandeln: Einführung in die Demokratiepädagogik. 3., erweiterte Auflage. Grin Verlag, München 2018, ISBN 978-3-668-45448-4.
  - Demokratie leben lernen und Projekthandeln: Anregungen zur Umsetzung einer Demokratiepädagogik. 4., erweiterte Auflage. Grin Verlag, München 2024, ISBN 978-3-668-45447-7.
- Robert Baden-Powell: Stationen eines Lebens. 1. Auflage. Grin Verlag, München 2021, ISBN 978-3-346-51429-5.

### Beiträge in Fachzeitschriften (Auswahl)
- Projektorientierter Grundschulunterricht. In: Lehrer-Journal. Grundschulmagazin 3 (1981) 5, S. 2–5.
- Aspekte zur Kreativitaetsfoerderung in Grund- und Hauptschulen. In: Unterrichten, erziehen 5 (1986) 2, S. 7–14.
- Kreativitaetsforschung. In: Unterrichten, erziehen 5 (1986) 2, S. 59 u. 61.
- Aggressives Verhalten als Erziehungsproblem – schon in der Grundschule? In: Lehrer-Journal. Grundschulmagazin 2 (1987) 4, S. 4–7.
- Offener Unterricht. In: Lehrer-Journal. Grundschulmagazin, 4 (1989) 7–8, S. 2–7.
- Von geschlossenen zu offenen Lernformen. In: Lehrer-Journal. Grundschulmagazin 6 (1991) 2, S. 4–7.[13]

### Buchbeiträge/Pfadfinderpädagogik (Auswahl)
- Zur Aktualität des Pfadfindens – dargestellt an der Erziehung zur „Demokratie als Lebensform“. In: Jürgen Reulecke (Hrsg.): Hundert Jahre Pfadfinden in Deutschland. 1. Auflage. Wochenschau-Verlag, Schwalbach/Taunus 2010, S. 214–222, ISBN 978-3-89974-671-6.
- Freundschaft zu allen Menschen. In: Paul-Thomas Hinkel (Hrsg.): Gesetz und Versprechen. 1. Auflage. Dt. Spurbuchverlag, Baunach 1991, S. 33–39, ISBN 3-88778-171-6.

### Belletristik/Monografien (Auswahl)
- Gib dem Glück in deinem Leben eine Chance: Aphorismen und Gedichte. 1. Auflage. Edition winterwork, Borsdorf 2018, ISBN 978-3-96014-555-4.
  - Gib dem Glück in deinem Leben eine Chance: Aphorismen und Gedichte. 2. Auflage. Edition winterwork, Borsdorf 2019, ISBN 978-3-96014-624-7.
- Kompass für ein glückliches Leben: Denkanstöße. 1. Auflage. Edition winterwork, Borsdorf 2019, ISBN 978-3-96014-582-0.
  - Kompass für ein glückliches Leben: Denkanstöße. 2. Auflage. Edition winterwork, Borsdorf 2022, ISBN 978-3-96014-927-9.
- Lass des Lebens Sonnenschein in deinem Herzen sein: Impulse für ein bewusstes Leben. 1. Auflage. Edition winterwork, Borsdorf 2020, ISBN 978-3-96014-725-1.
  - Lass des Lebens Sonnenschein in deinem Herzen sein: Impulse für ein bewusstes Leben. 2., erweiterte Auflage. Edition winterwork, Borsdorf 2022, ISBN 978-3-96014-926-2.

### Belletristik (als Herausgeber)

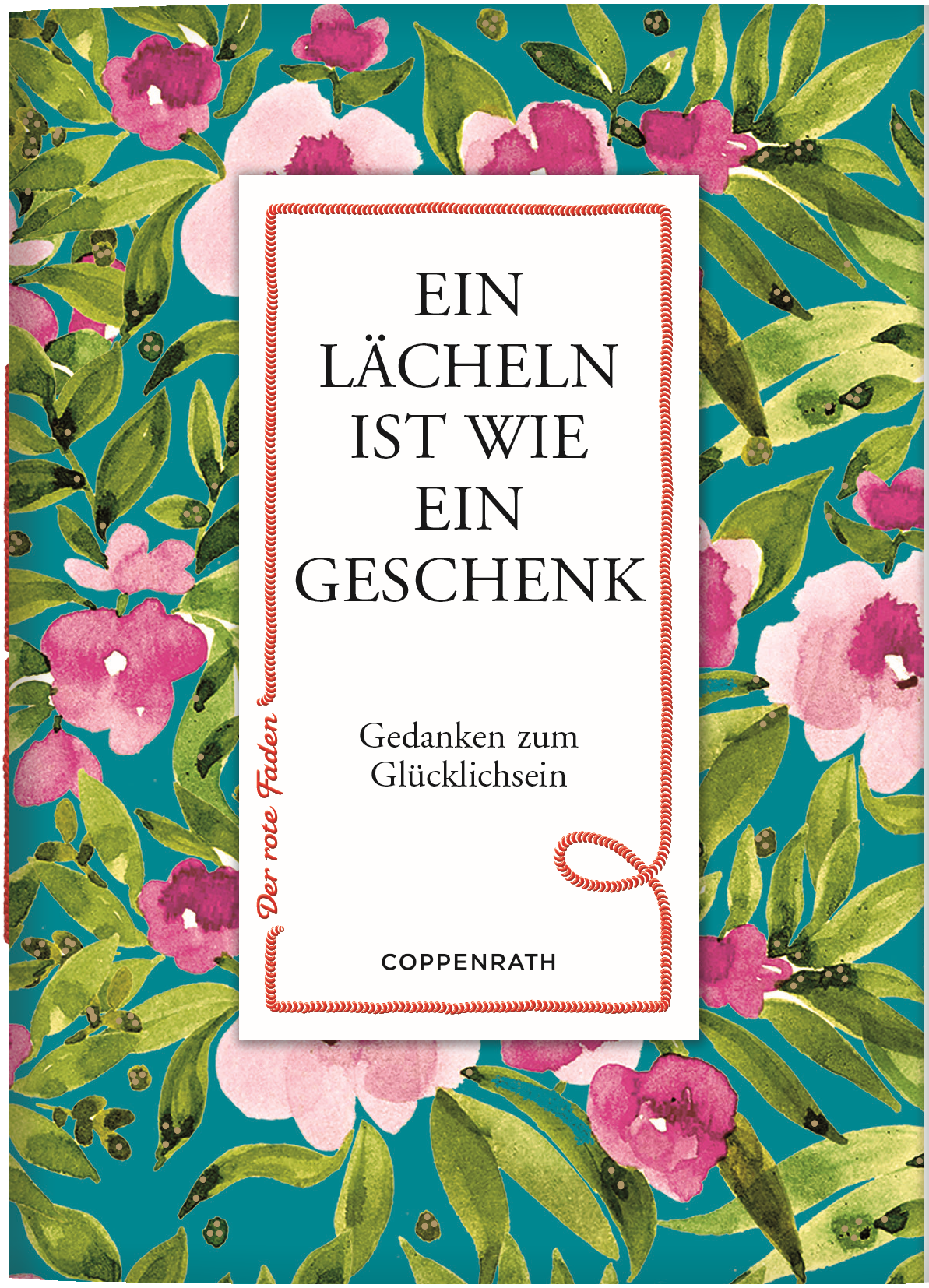
Hrsg.: Hans E. Gerr

- Ein Lächeln ist wie ein Geschenk: Gedanken zum Glücklichsein. 1. Auflage. Coppenrath Verlag, Münster 2012, ISBN 978-3-649-61103-5.
- Du lebst, um glücklich zu sein: Gedanken für die Seele. 1. Auflage. Coppenrath Verlag, Münster 2015, ISBN 978-3-649-62140-9.
- Frieden beginnt im Herzen: Denkanstöße. 1. Auflage. Coppenrath Verlag, Münster 2016, ISBN 978-3-649-66987-6.
- Mit Vertrauen lebt es sich leichter: Denkanstöße. 1. Auflage. Coppenrath Verlag, Münster 2017, ISBN 978-3-649-62633-6.
- Viel Glück auf allen Wegen. 1. Auflage. Coppenrath Verlag, Münster 2019, ISBN 978-3-649-63156-9.